# East Ham
East Ham là một quận ngoại ô tại Luân Đôn, Anh, thuộc Khu Newham của Luân Đôn. Đây là khu xây dựng với mật độ cao, nằm cách 8 dặm (12,8 km) về phía đông đông bắc của Charing Cross. Trên Bản đồ Quy hoạch Luân Đôn, khu vực này được xác định là một trong 35 trung tâm chính của Đại Luân Đôn.